# Лондонская ищейка
«Ло́ндонская ище́йка» (англ. The Hound of London) — телефильм 1993 года.
Сценарий был написан по пьесе Крейга Боулсби, которая впервые была поставлена в сентябре 1987 года в Бернаби, Британская Колумбия. Для киноверсии состав исполнителей был подобран заново.

## Сюжет
По просьбе инспектора Лестрейда, Шерлок Холмс расследует двойное убийство в театре. В расследовании, как всегда, ему помогает доктор Ватсон.

## В ролях
- Патрик Макни — Шерлок Холмс
- Джон Скотт-Пэджет — Доктор Ватсон
- Колин Скиннер — Инспектор Лестрейд
- Джек Макрит — Мориарти
- Кэролин Уикинсон — Ирен Нортон

## Восприятие
Фильм получил во многом отрицательную критику. Так, исследователь кинокартин о Шерлоке Холмсе Алан Барнс характеризовал его как «дешёвый, вульгарный и мучительный для просмотра» (англ. cheap, nasty and painful to watch).